# Kinh nghiệm
Kinh nghiệm (tiếng Trung: 經驗; tiếng Anh: experience) là tri thức hay sự thông thạo về một sự kiện hay một chủ đề có được thông qua tham gia sự can dự hay tiếp xúc trực tiếp. Trong triết học, những thuật ngữ như "tri thức thực chứng" hay "tri thức tiên nghiệm," được dùng để chỉ tri thức có được dựa trên kinh nghiệm.